# Друоњо
Друоњо (итал. Druogno) је насеље у Италији у округу Вербано-Кузио-Осола, региону Пијемонт.
Према процени из 2011. у насељу је живело 568 становника. Насеље се налази на надморској висини од 831 м.

## Становништво
| 1936. | 1951. | 1961. | 1971. | 1981. | 1991. | 2001. | 2011. |
| ----- | ----- | ----- | ----- | ----- | ----- | ----- | ----- |
| 914   | 958   | 950   | 935   | 935   | 980   | 961   | 977   |